# Кардозо, Ньютон
Ньютон Алвес Кардозо (порт.-браз. Newton Alves Cardoso; 9 февраля 1925, Рио-де-Жанейро — 7 января 1975, Рио-де-Жанейро) — бразильский футбольный тренер. Сын другого известного тренера Жентила Кардозо.

## Карьера
С 1951 по 1952 год Алвес работал ассистентом в «Ботафого». В 1951 году он недолго исполнял обязанности главного тренера команды. В этот короткий период он привёл команду к выигрышу муниципального турнира в Рио-де-Жанейро. После этого Ньютон трудился ассистентом Жентила в «Васко да Гаме».
В 1952 году Алвес возглавлял олимпийскую сборную Бразилии. Команда, собранная исключительно из молодых игроков, выступающих в клубах Рио-де-Жанейро, поехала на Олимпиаду, где проиграла в первом же матче. Любопытно, что здесь бразильская национальная команда впервые в истории надела на официальном турнире форму канареечного цвета, которую она стала использовать на всех соревнованиях.
Во время работы в молодёжном составе «Ботафого», Ньютон был тем человеком, который провёл первый просмотр Гарринчи в клубе. В 1954 году он также проработал главным тренером команды.
В 1958 году Алвес был главным тренером молодёжной сборной Бразилии на чемпионате Южной Америки. Бразилия на первенстве заняла третье место.
В 1959 году Ньютон возглавлял олимпийскую сборную на Панамериканских играх, где его команда заняла второе место. При подготовке к старту турнира его команда обыграла сборную вооружённых сил Бразилии со счётом 2:1. В том же году он работал тренером во «Флуминенсе». Ньютон увидел игравшего в любительских командах вратаря Эдсона и пригласил его в свой клуб. Помимо этого Кардозо позвал его в состав олимпийской сборной на теже Панамериканские игры.

## Достижения
- Победитель муниципального турнира в Рио-де-Жанейро: 1951